# Lyman (Maine)
Lyman ist eine Town im York County im US-Bundesstaat Maine. Im Jahr 2020 lebten dort 4525 Einwohner in 2187 Haushalten auf einer Fläche von 104,87 km².

## Geographie
Nach dem United States Census Bureau hat Lyman eine Gesamtfläche von 104,87 km², von der 100,98 km² Land sind und 3,88 km² aus Gewässern bestehen.

### Geographische Lage
Lyman liegt im Süden des York Countys. Der Kennebunk River fließt in südliche Richtung durch die Town. Er mündet bei Kennebunkport in den Atlantischen Ozean. Weitere kleinere Flüsse durchziehen das Gebiet. Im Norden befindet sich der Roberts Pond, im Westen der Bunganut Pond und zentral liegen der Swan Pond und der Kennebunk Pond. Das Gebiet ist eher eben, ohne größere Erhebungen.

### Nachbargemeinden
Alle Entfernungen sind als Luftlinien zwischen den offiziellen Koordinaten der Orte aus der Volkszählung 2010 angegeben.
- Norden: Hollis, 14,8 km
- Nordosten: Dayton, 8,3 km
- Osten: Arundel, 11,9 km
- Südosten: Kennebunkport, 23,1 km
- Süden: Kennebunk, 15,4 km
- Südwesten: Alfred, 6,7 km
- Nordwesten: Waterboro, 13,9 km

### Stadtgliederung
In Lyman gibt es mehrere Siedlungsgebiete: Goodwins Mills, Lyman, Roberts Mills und Spang Mills.

### Klima
Die mittlere Durchschnittstemperatur in Lyman liegt zwischen −6,1 °C (21 °F) im Januar und 20,6 °C (69 °F) im Juli. Damit ist der Ort gegenüber dem langjährigen Mittel der USA um etwa 9 Grad kühler. Die Schneefälle zwischen Oktober und Mai liegen mit bis zu zweieinhalb Metern mehr als doppelt so hoch wie die mittlere Schneehöhe in den USA; die tägliche Sonnenscheindauer liegt am unteren Rand des Wertespektrums der USA.

## Geschichte
Die Besiedlung in dem Gebiet von Lyman begann im Jahr 1767. Als Town wurde Lyman am 11. März 1778 organisiert. Zunächst unter dem Namen Coxhall. Der Name wurde am 20. Februar 1803 in Lyman geändert. Zwischenzeitlich wurde das Gebiet auch Swansfield genannt. Der Name Lyman geht auf Theodore Lyman aus York zurück, einem Händler aus Boston, der ein beträchtliches Vermögen erwirtschaftet hatte. An die erste Besiedlung erinnert nur ein Friedhof an der Maine State Route 111. Dort erinnert ein Grabstein an ein Kind, welches in dem Jahr gestorben ist, in dem Maine zu einem Bundesstaat der USA wurde.

### Einwohnerentwicklung
| Volkszählungsergebnisse – Town of Lyman, Maine | Volkszählungsergebnisse – Town of Lyman, Maine | Volkszählungsergebnisse – Town of Lyman, Maine | Volkszählungsergebnisse – Town of Lyman, Maine | Volkszählungsergebnisse – Town of Lyman, Maine | Volkszählungsergebnisse – Town of Lyman, Maine | Volkszählungsergebnisse – Town of Lyman, Maine | Volkszählungsergebnisse – Town of Lyman, Maine | Volkszählungsergebnisse – Town of Lyman, Maine | Volkszählungsergebnisse – Town of Lyman, Maine | Volkszählungsergebnisse – Town of Lyman, Maine |
| Jahr                                           | 1700                                           | 1710                                           | 1720                                           | 1730                                           | 1740                                           | 1750                                           | 1760                                           | 1770                                           | 1780                                           | 1790                                           |
| ---------------------------------------------- | ---------------------------------------------- | ---------------------------------------------- | ---------------------------------------------- | ---------------------------------------------- | ---------------------------------------------- | ---------------------------------------------- | ---------------------------------------------- | ---------------------------------------------- | ---------------------------------------------- | ---------------------------------------------- |
| Einwohner                                      |                                                |                                                |                                                |                                                |                                                |                                                |                                                |                                                |                                                | 765                                            |
| Jahr                                           | 1800                                           | 1810                                           | 1820                                           | 1830                                           | 1840                                           | 1850                                           | 1860                                           | 1870                                           | 1880                                           | 1890                                           |
| Einwohner                                      | 995                                            | 1248                                           | 1387                                           | 1503                                           | 1478                                           | 1376                                           | 1307                                           | 1052                                           | 1004                                           | 854                                            |
| Jahr                                           | 1900                                           | 1910                                           | 1920                                           | 1930                                           | 1940                                           | 1950                                           | 1960                                           | 1970                                           | 1980                                           | 1990                                           |
| Einwohner                                      | 687                                            | 615                                            | 415                                            | 370                                            | 385                                            | 499                                            | 529                                            | 864                                            | 2509                                           | 3390                                           |
| Jahr                                           | 2000                                           | 2010                                           | 2020                                           | 2030                                           | 2040                                           | 2050                                           | 2060                                           | 2070                                           | 2080                                           | 2090                                           |
| Einwohner                                      | 3795                                           | 4344                                           | 4525                                           |                                                |                                                |                                                |                                                |                                                |                                                |                                                |

## Wirtschaft und Infrastruktur

### Verkehr
Der U.S. Highway 202 verläuft in westöstlicher Richtung durch den Norden der Town, ebenso wie die Maine State Route 111 im Süden. Die Maine State Route 35 verläuft in nordsüdlicher Richtung im Osten von Lyman.

### Öffentliche Einrichtungen
In Lyman gibt es keine medizinischen Einrichtungen. Die nächstgelegenen befinden sich in Biddeford und Sanford.
Die Community Library in Lyman ist für die Towns Lyman und Dayton zuständig.

### Bildung
Lyman gehört mit Alfred, Limerick, Shapleigh, Waterboro und Newfield zum RSU 57.
Im Schulbezirk stehen folgende Schulen zur Verfügung:
- Alfred Elementary in Alfred, mit Schulklassen von Pre-Kindergarten bis zum 5. Schuljahr
- Line Elementary in West Newfield, mit Schulklassen von Pre-Kindergarten bis zum 5. Schuljahr
- Lyman Elementary in Lyman, mit Schulklassen von Pre-Kindergarten bis zum 5. Schuljahr
- Shapleigh Memorial School in Shapleigh, mit Schulklassen von Pre-Kindergarten bis zum 5. Schuljahr
- Waterboro Elementary School in East Waterboro, mit Schulklassen von Pre-Kindergarten bis zum 5. Schuljahr
- Massabesic Middle School in East Waterboro, mit Schulklassen vom 6. bis 8. Schuljahr
- Massabesic High School in Waterboro, mit Schulklassen vom 9. bis 12. Schuljahr

## Persönlichkeiten

### Söhne und Töchter der Stadt
- Charles P. Hatch (1868–1946), Politiker und Maine State Auditor